# Alfred Sokołowski

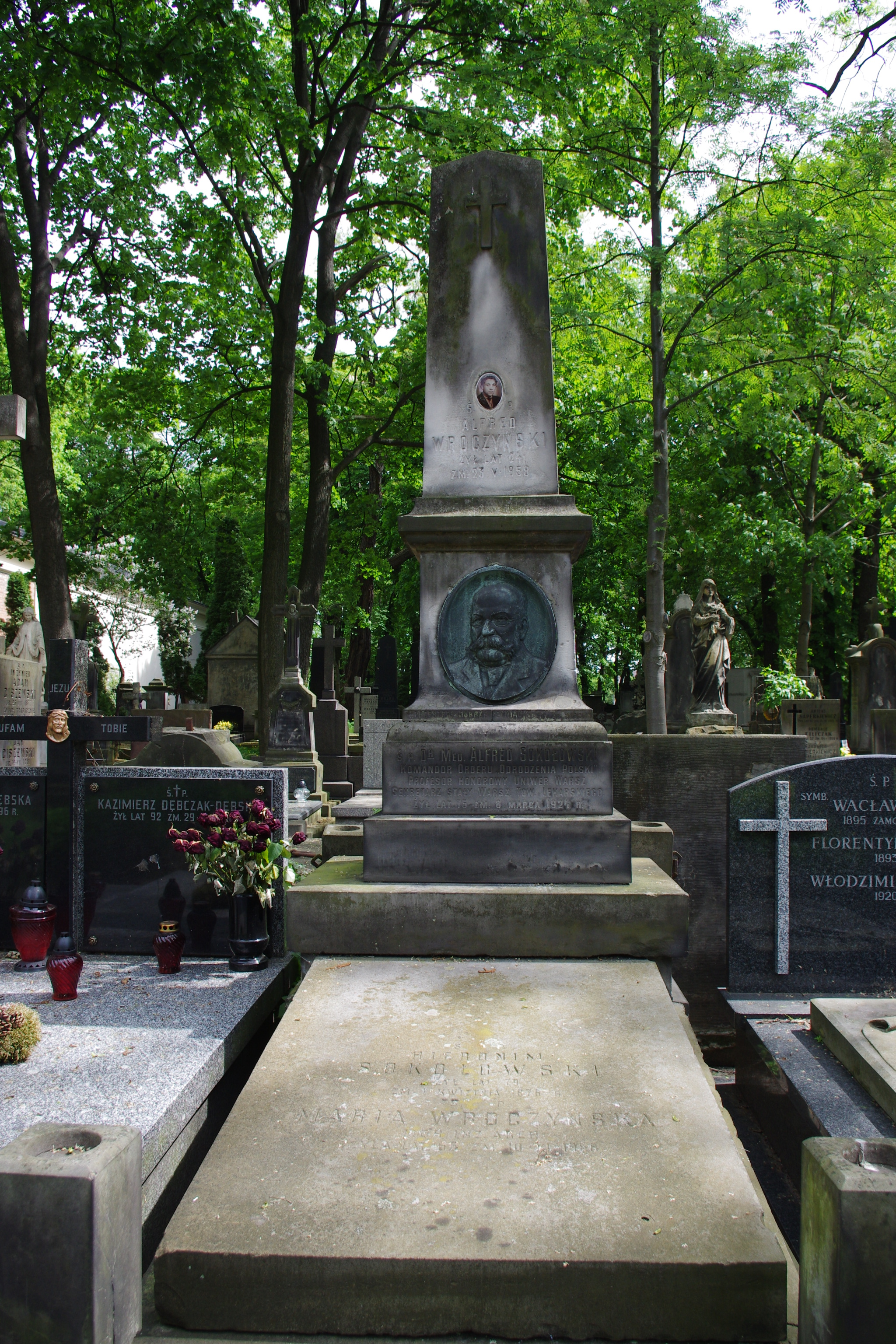
Grób lekarza Alfreda Sokołowskiego na Starych Powązkach w Warszawie

Alfred Marcin Sokołowski (ur. 11 listopada 1849, zm. 8 marca 1924) – polski lekarz internista ftyzjatra, profesor Uniwersytetu Warszawskiego.

## Praca zawodowa
Był jednym z pionierów nowoczesnego leczenia chorób układu oddechowego. W 1908 założył Towarzystwo Przeciwgruźlicze. Przyczynił się do popularyzacji wiedzy o tej chorobie, organizował także akcje profilaktyczne. Dzięki niemu otwarte zostały sanatoria w Zakopanem. Polecał także Otwock jako miejscowość sanatoryjną. Od 1880 do końca życia pracował w redakcji „Gazety Lekarskiej”, swymi uwagami i decyzjami gwarantując wysoki poziom czasopisma. Utrzymywał znajomości z wieloma znanymi osobami, takimi jak Bolesław Prus, Ignacy Jan Paderewski, Aleksander Świętochowski. W 1914 roku Uniwersytet Jagielloński przyznał mu tytuł doktora honoris causa.
W 1916 roku był członkiem Rady Nadzorczej Towarzystwa Polskiej Macierzy Szkolnej. Był również członkiem Towarzystwa Naukowego Warszawskiego. Mianowany członkiem Rady Stanu w 1918 roku. W tym samym roku został wybrany na rektora Wolnej Wszechnicy Polskiej i pełnił tę funkcję przez dwa lata, od 1919 był tam również profesorem medycyny społecznej (do 1920) i propedeutyki lekarskiej (do 1922).
Pochowany został na cmentarzu Powązkowskim w Warszawie (kwatera 166-2-9).

## Dorobek naukowy
Alfred Sokołowski pozostawił wiele prac naukowych poświęconych ftyzjatrii, w których poruszał również tematykę społeczną m.in. cykl wykładów pt. Choroby proletarjatu. Prowadząc badania doświadczalne i kliniczne wnioskował o ograniczenie stosowanego wówczas powszechnie podawania pacjentom alkoholu jako jednego z elementów terapii przeciwgruźliczej, który miał ograniczać metabolizm i wpływać na zwiększenie ukrwienia płuc u pacjentów gorączkujących oraz przyspieszać resorpcję nacieków poprzez pobudzanie mięśnia sercowego. Duży nacisk kładł na stosowanie kuracji sanatoryjnej, tlenoterapię, wdrażanie diety wysokotłuszczowej i wysokobiałkowej oraz krótkotrwałe zimne natryski. Jego nazwiskiem – puszka Sokołowskiego – została nazwana puszka sterylizacyjna podobna w konstrukcji do puszki Citocerta mająca otwory do wnikania pary w wieczku i dnie. Wyparta przez puszkę Schimmelbuscha, łatwiejszą w produkcji, puszka Sokołowskiego osiągała jednak szybciej parametry umożliwiające sterylizację.

## Odznaczenia
- Krzyż Komandorski Orderu Odrodzenia Polski (29 grudnia 1921)[5]

## Upamiętnienie
Po II wojnie światowej od jego nazwiska nazwano wieś Sokołowsko.
Jego imię nosi Szpital Pulmonologiczny (do połączenia z SPWSZ w 2017) w Szczecinie-Zdunowie, szpitale w Wałbrzychu i Złotowie oraz ulice w Szczecinie-Zdunowie i Polanicy-Zdroju